# Marie-Thérèse Dancourt
Pour les articles homonymes, voir Dancourt.
Marie-Thérèse Le Noir de La Thorillière, épouse Carton dite Dancourt, née le 15 juillet 1663 et morte le 11 mai 1725, est une actrice française.
Fille de François Le Noir, dit La Thorillière et femme de Dancourt qui l’avait enlevée pour l’épouser et pour laquelle il quitta le métier d’avocat pour celui d’acteur, elle débuta à la Comédie-Française en 1685 et joua les amoureuses jusqu’à soixante ans. Son frère, Pierre Le Noir, dit La Thorillière, fut également sociétaire de la Comédie-Française.
Ses principales créations furent : Araminte, dans L’Homme à bonnes fortunes, Angélique, dans Le Joueur, Lucile, dans La Coquette.
Elle se retira en 1720.
Ses deux filles ont suivi la même carrière. L’aînée, Marie-Anne-Armande, dite Manon, née en 1684 et morte en 1745, débuta à la Comédie-Française en 1699 et resta une actrice médiocre tandis que la cadette, Marie-Anne-Michelle, dite Mimi, née en 1685, et morte en 1780, fut engagée à la Comédie-Française dès 1695 et s’acquit une grande réputation dans les rôles de soubrettes.

## Source
- Gustave Vapereau, Dictionnaire universel des littératures, Paris, Hachette, 1876, p. 572.